# SpeedRunners
SpeedRunners — це багатокористувацька гоночна сайд-скролер гра, розроблена DoubleDutch Games та видана tinyBuild. Спочатку це була безкоштовна браузерна гра під назвою SpeedRunner, а пізніше гра на Xbox 360 під назвою SpeedRunner HD на Xbox Live Arcade, SpeedRunners була випущена в Steam 26 серпня 2013 року в Steam Early Access і як повна гра 19 квітня 2016 року. SpeedRunners вийшла на Xbox One у червні 2017. Вона була визнаною кіберспортивною дисципліною Electronic Sports League в липні 2015 року. Однак, в зв'язку зі зменшенням активності дисципліну SpeedRunners закрили 28 серпня 2016 року, коли був проведений заключний кубок спільноти.

## Ігровий процес
Гравці змагаються між собою, щоб випередити своїх опонентів за допомогою гаків, покращень та інтерактивних середовищ. Екран рухається разом із тим, хто в даний час є ведучим гравцем. Якщо відставати від екрану досить далеко, це призведе до того, що гравці вмирають від гравців, які все ще залишаються на екрані. По мірі прогресування гравця заробляється досвід на основі своєї продуктивності. Отримання достатнього досвіду призводить до підвищення рівня, що розблоковує нові покращення, рівні, символи та скіни.

## Критика
Алекс Джонс з Kotaku назвав SpeedRunners «конкурентоспроможним багатокористувацьким Маріо, що Nintendo мала зробила». Емануель Майберг з PC Gamer сказав, що це «повністю реалізована ідея», за винятком «випадкових багів». Бен Барретт з Rock, Paper, Shotgun високо оцінив простоту гри.
SpeedRunners виграла Gamer's Voice Award у 2015 році ігрову премію SXSW, за найкращу багатокористувацьку гру 2014 року від Indie DB, та була номінована на кращу ПК/консольну гру на Dutch Game Awards 2012 року.